# Agua Azul, Ixhuatán
Agua Azul är en ort i Mexiko.   Den ligger i kommunen Ixhuatán och delstaten Chiapas, i den sydöstra delen av landet, 700 km öster om huvudstaden Mexico City. Agua Azul ligger 667 meter över havet och antalet invånare är 103.
Terrängen runt Agua Azul är huvudsakligen bergig, men den allra närmaste omgivningen är kuperad. Agua Azul ligger nere i en dal. Runt Agua Azul är det ganska tätbefolkat, med 72 invånare per kvadratkilometer. Närmaste större samhälle är Pueblo Nuevo Jolistahuacan, 18,9 km sydost om Agua Azul. I omgivningarna runt Agua Azul växer i huvudsak städsegrön lövskog.